# 두근두근 11시
《박수홍의 두근두근 11시》는 대한민국의 방송국인 한국방송공사의 라디오 채널 KBS 쿨FM(수도권 FM 89.1MHz)에서 오전 11시부터 낮 12시까지 방송했던 라디오 방송이었다. 임백천의 골든팝스의 후속으로 신설되었다.
2010년 봄 개편으로 인해 4월 18일 방송을 끝으로 폐지되었다.

## 같이 보기
- KBS
- KBS 2FM
- 윤상의 팝스 팝스